# مستشار تداول السلع
مستشار تداول السلع «سي تي إيه» هو مصطلح تنظيمي مالي أمريكي بالنسبة للفرد أو المؤسسة التي تحتفظ به من خلال صندوق أو عميل فردي لتقديم المشورة والخدمات المتعلقة بالتداول في العقود الآجلة، خيارات السلع و/أو مقايضاتها. إنهم مسؤولون عن التداول ضمن حسابات العقود الآجلة المدارة. قد ينطبق تعريفه أيضًا على مستشاري الاستثمار لصناديق التحوط (المحفظة الوقائية)، والصناديق الخاصة بما فيها صناديق الاستثمار المشتركة والصناديق المتداولة في البورصة في بعض الحالات. يُنظَم مستشارو تداول السلع عادةً من قبل الحكومة الفيدرالية للولايات المتحدة من خلال التسجيل لدى لجنة تداول السلع الآجلة (اختصارًا؛ سي إف تي سي) وعضوية الرابطة الوطنية للعقود المستقبلية (اختصارًا؛ إن إف إيه).

## المميزات

### أنشطة التداول
يعمل «سي تي إيه» عمومًا كإدارة للأصول، باتباع مجموعة من استراتيجيات الاستثمار باستخدام العقود الآجلة والخيارات في العقود الآجلة على مجموعة واسعة من السلع المادية مثل المنتجات الزراعية والمنتجات الحراجية والمعادن والطاقة، بالإضافة إلى العقود المشتقة على الأدوات المالية كمؤشرات وسندات وعملات. يمكن تصنيف برامج التداول التي يستخدمها مستشارو تداول السلع بحسب استراتيجيتهم للسوق، سواء كانت تتبع اتباع السوق أو الحياد السوقي وقطاع السوق، مثل المالية أو الزراعية أو العملة.
هناك ثلاثة أنماط رئيسية للاستثمار يستخدمها مستشارو تداول السلع: التقنية والجوهرية والكمية. يستثمر التجار التقنيون بعد تحليل أنماط المخططات. غالبًا ما يستخدمون أنظمة مؤتمتة جزئيًا، مثل برامج الكومبيوتر لمتابعة اتجاهات الأسعار، أداء التحليل التقني وإبرام الصفقات. قد ينشط اتباع السوق الناجح أو استخدام تقنيات التحليل التقني لالتقاط التقلبات في الأسواق أداءَ وحركة «سي تي إيه» إلى حد كبير. في عام 2010، د.غالين بورغارت، وجد الأستاذ المساعد في كلية بوث لإدارة الأعمال بجامعة شيكاغو، ارتباط 0.97 بين مجموعة فرعية من اتباع السوق (مستشارو تداول السلع) ومؤشر «سي تي إيه» أوسع من الفترة 2000-2009، ما يشير إلى أن الاتجاه التقني للمضاربة كان المهيمن في وسط «سي تي إيه». يحاول المتداولون الأساسيون التنبؤ بالأسعار من خلال تحليل عوامل العرض والطلب ضمن معلومات السوق الأخرى، في محاولاتهم لتحقيق الأرباح.
يشمل مستشارو تداول السلع لغير أتباع السوق، المتداولين على المدى القصير، والمتداولين الموزعين والمتخصصين في السوق. عادة ما يستثمر «سي تي إيه» الأساسي بناءً على تحليل الأسواق الأساسية التي تتداولها، من خلال تحليل أنماط الطقس، والغلة الزراعية وفهم أحجام التنقيب عن النفط وما إلى ذلك. يقوم «سي تي إيه» بالتحليل الإحصائي أو الكمي على أنماط أسعار السوق ومحاولة وضع تنبؤات بناءً على هذه البحوث. العديد من مستشاري تداول السلع لديهم خلفيات في العلوم والرياضيات والإحصاء والهندسة.

### تعويضات
غالبًا ما يعوض «سي تي إيه» من خلال رسوم الإدارة المحتسبة كنسبة مئوية سنوية من حقوق الملكية في الصندوق ورسوم الحوافز المحسوبة كنسبة مئوية من أرباح التداول الجديدة. عادة لا تُفرض أي رسوم تحفيزية إذا كان «سي تي إيه» لا يحقق ربحًا يتجاوز الحد الادنى للعائد، أو بالنسبة للمستثمرين، تجدر الإشارة إلى تأثير معدل الخلو من المخاطر والتأثير الذي يحدثه على الحد الأدنى للعائد وتعويض مدير معين.

### الأداء
كان أداء «سي تي إيه» مليئًا بالتحديات على مدار العقد الماضي، وناقش المستثمرون الخصائص المفيدة لاتفاقات مستشارو تداول السلع واتباع السوق باستفاضة. بينما يمكن للمرء أن يجادل بأن اتجاهات الأسواق قد سيطرت عليها إجراءات البنوك المركزية وبالتالي الحد من إمكانات تطور الاتجاهات، يمكن للمرء أن يجادل أيضًا بأن سياسة البنك المركزي بدأت العديد من الاتجاهات في الأصول الخطرة. يحتاج المستثمرون إلى الحكم بدقة على برنامج الاستثمار، لم يكن الأداء في الماضي مؤشرًا على النتائج المستقبلية، بل كانت الجهود الموجهة نحو البحث هي محور تركيز واضح للمدراء الذين يحاولون رفع الأصول والتغلب على مدراء العقود الآجلة الآخرين. ومع ذلك، يقيم معظم المستثمرين «سي تي إيه» استنادًا إلى الأداء السابق باستخدام مجموعة متنوعة من التقنيات المختلفة. تميل بيانات أداء «سي تي إيه» إلى إتاحتها بحُرية للمستثمرين المؤهلين ويمكن الاطلاع عليها، على سبيل المثال: باركلاي هيدج، وإيروكا هيدج، ونيلسون هيدج، وعدد كبير من قواعد بيانات صناديق التحوط الأخرى.
يعود تداول العقود الآجلة للسلع الزراعية في الولايات المتحدة إلى خمسينيات القرن التاسع عشر على الأقل. اقتُرحت أول لائحة فيدرالية تهدف إلى تداول العقود الآجلة في أوائل العقد الثاني من القرن العشرين، ما أدى إلى إقرار قانون الحبوب الآجلة عام 1922. وفي عام 1936، استبدل هذا القانون بنسخة معدلة باسم قانون تبادل السلع. اعتُرف بـ «مستشار تداول السلع» لأول مرة في التشريع عام 1974، عندما تأسست لجنة تداول السلع الآجلة «سي إف تي سي» بموجب قانون لجنة تداول السلع الآجلة. اعتمد اسم «سي تي إيه» منذ كان المستشارون يعملون بالدرجة الأولى في أسواق السلع. لاحقًا، توسع التداول بشكل كبير بعد إدخال المشتقات على المنتجات الأخرى بما في ذلك الأدوات المالية.
في يوليو 2010، توسع تعريف مستشار تداول السلع بموجب قانون تبادل السلع لقانون إصلاح وحماية المستهلك في دود-فرانك وول ستريت ليشمل «الأشخاص الذين يقدمون المشورة بشأن معاملات المقايضة». قبل ذلك، لم تُضمن المقايضات في تعريف «سي تي إيه».

## اللائحة/التنظيم

### التنظيم التاريخي
في عام 1979، اعتمدت «سي إف تي سي» أول لائحة شاملة لمستشاري تداول السلع، والتي عُززت لاحقًا بقواعد إضافية في عامي 1983 و1995. القواعد الإضافية في عام 1983 زادت من إشراف «سي إف تي سي» على هؤلاء المستشارين، وأذنت للرابطة الوطنية للعقود الآجلة «إن إف إيه» بمعالجة التسجيل للكيانات بما في ذلك مستشارو تداول السلع. تلك التي اعتمدت في عام 1995 تهدف إلى زيادة الكشف عن طريق مستشارو تداول السلع، ما يؤدي إلى زيادة المعرفة والفهم للمستثمرين.

### التنظيم الحالي
بموجب قانون تبادل السلع، يجب على مستشارو تداول السلع التسجيل والامتثال وفقًا لـ «سي إف تي سي»، بما في ذلك تقديم السجلات والتقارير، ما لم تكن مستوفية لمعايير الهيئة للإعفاء. يجب أن ينتسب المُسجلون بـ «سي تي إيه» لعضوية في «إن إف إيه» إذا كانوا يديرون الأموال أو يقدمون المشورة لأفراد العامة.
بموجب قانون تبادل السلع يجوز إعفاء الأفراد المؤهلين من تسجيل «سي تي إيه» مع «سي إف تي سي»، إذا لم تكن أعمالهم الأساسية بمثابة «سي تي إيه»، فهم مسجلون لدى لجنة الأوراق المالية والبورصة كمستشار استثمار، وإذا لم يقدموا مشورة تجارية لأكثر من 15 شخص. إذا كان الفرد معفى من التسجيل، فيجب عليه أن يظل مع ملف «إن إف إيه». يُعفى «سي تي إيه» من التسجيل لدى «إن إف إيه» إذا قدم النصيحة حول تداول السلع إلى أقل من 15 شخص ولا يستخدم بشكل عامل لقب مستشار تداول السلع، أو إذا كان يقدم المشورة فقط من خلال المنشورات أو النظام المحوسب أو الحلقات الدراسية.
بالرغم من ذلك لا يزال مستشارو تداول السلع منظمون بشكل ما. لا تزال تخضع لقواعد «سي تي إف سي» المتعلقة بالتلاعب في السوق، وأحكام مكافحة الغش في «سي تي إيه». بالإضافة إلى ذلك يتعين عليهم تقديم إشعار عام يفصح عن وجودهم وحالة الإعفاء. يجب عليهم توفير لائحة لمستثمريهم حسب ما كشفه بلاغ ربع سنوي وآخر سنوي. بالإضافة إلى ذلك، يخضع مستشارو تداول السلع المستثنون لحكم «الطلب الخاص»، إذ يطلب منهم -من بين أشياء أخرى- تقديم تقارير خاصة إلى «سي إف تي سي»، كي تُستخدم في مراقبة السوق، وكذلك للتحقيقات أو قضايا الدعاوى القضائية.

### التغييرات ما بعد دود-فرانك
في 26 يناير 2011، عقب إصدار قانون إصلاح وحماية المستهلك لـ «دود-فرانك وول ستريت» لعام 2010، أضافت «سي إيه تي سي» تعديلات على مستشارو تداول السلع، متضمنة نموذجان جديدان من جمع البيانات. زادت «سي إف تي سي» أيضًا من متطلبات الإفصاح وعدلت معايير التسجيل. بسبب هذه التغييرات، يمكن تعريف المستشارين الذين يديرون الصناديق التي تستخدم المقايضات أو المصالح السلعية الأخرى بأنهم (مستشارو تداول السلع)، وتخضع للتسجيل في «سي إف تي سي». رفعت غرفة تجارة الولايات المتحدة ومعهد شركة الاستثمار دعوى قضائية ضد «سي إف تي سي». بهدف إلغاء هذا التغيير على القواعد التي تتطلب تسجيل مشغلي صناديق الاستثمار المشتركة التي تستثمر في السلع، لكن الدعوى لم تنجح، وغُيرت القاعدة.

### الإعفاء من التسجيل بموجب قانون مستشاري الاستثمار لعام 1940
إذا شارك مستشار تداول السلع في أنشطة استشارية في ما يتعلق بالأوراق المالية، فقد يكون من الضروري التسجيل بموجب قانون مستشاري الاستثمار لعام 1940 (قانون المستشارين). ومع ذلك، فإن معظم مستشاري تداول السلع يمكنهم الاعتماد على إعفاء من التسجيل المنصوص عليه في القسم 203(b)(6) من قانون المستشارين. هذا الاعفاء متاح لمستشاري تداول السلع المسجلين الذين لا تتألف أعمالهم أساسًا من العمل كمستشار للاستثمار.